# Soňa Müllerová
Soňa Müllerová, rod. Behulová (* 21. října 1961, Trenčín) je slovenská moderátorka a televizní hlasatelka.
V roce 1985 absolvovala studium češtiny a francouzštiny na Filozofické fakultě Univerzity Komenského v Bratislavě. Během vysoké školy hrávala na experimentální scéně pro divadla malých jevištních forem U Rolanda.
Vstupem do STV v roce 1985 se stala programovou hlasatelkou. Moderovala desítky televizních pořadů a kulturních akcí na Slovensku i v Česku. Vedle televize od roku 2000 moderovala iv Rádiu FM a od roku 2004 na stanici Rádio Slovensko. V rozhlase moderovala dvě autorské pořady: víkendový lifestylový magazín Esprit se spisovatelem Petrem Pišťankou a noční pořad věnovaný vztahům Krehké vzťahy. V televizi JOJ uváděla pořad Soňa Talkshow.
V současnosti[kdy?] moderuje lifestyle pořad Dámský klub na obrazovkách RTVS.